# リナルド・ノチェンティーニ
リナルド・ノチェンティーニ（Rinaldo Nocentini、1977年9月25日- ）は、イタリア、モンテヴァルキ出身の自転車競技（ロードレース）選手。

## 経歴
1998年
- 世界選手権・U-23部門個人ロードレースにおいて、イヴァン・バッソに次いで2位に入る。

1999年、マペイ・クイックステップと契約を結んでプロ転向。
2000年
- ジロ・デ・イタリア初出場（総合64位）。

2002年、ファッサ・ボルトロに移籍。
2003年、フォルマッジ・ピンツォロ・フィアヴェに移籍
- オーストリア一周山岳賞獲得。

2004年、アクア&サポーネに移籍
- ツール・ド・ポローニュ区間1勝。

2006年
- コッパ・プラッチ 優勝
- ジロ・デル・ヴェネト 優勝

2007年、AG2R・プレヴォワイアンス（のちの AG2R・ラ・モンディアル）に移籍
- グラン・プレミオ＝ミゲル・インドゥライン優勝。

2008年
- パリ〜ニース総合2位。

2009年
- ツール・ド・フランスのピレネー山脈超えステージ第1ラウンドとなる第7ステージで4位。総合では首位に立ち、マイヨ・ジョーヌを獲得。第14ステージまで総合首位を堅持した。最終総合順位は14位。

2010年
- ツール・メディテラネアン 総合優勝

2011年
- ツール・ド・ポローニュ 総合6位
- グランプリ・シクリスト・ド・モンレアル 9位

2012年
- ティレーノ〜アドリアティコ 総合4位
- アムステルゴールドレー位
- ツール・ド・ポローニュ　総合6位
- ブエルタ・ア・エスパーニャ 総合18位
- ツアー・オブ・北京 総合6位

2013年
- フレッシュ・ワロンヌ 10位

2016年
ポルトガル籍のコンチネンタルチームであるスポルティング・クラブ・デ・ポルトガルに移籍
2017年
- ボルタ・アオ・アレンテージョ　区間優勝（第1ステージ）

2018年
- ラ・トロピカル・アミッサ・ボンゴ 区間2勝（第3、第6ステージ）

2019年シーズン終了後に引退。

## 人物
首に里納爾多（りなるど）のタトゥーが入っている。